# 里克·内特林
里克·内特林（1977年11月17日—），南非男子游泳运动员。他曾代表南非参加1996年、2000年、2004年和2008年夏季奥林匹克运动会游泳比赛，获得一枚金牌。